# Italofonía

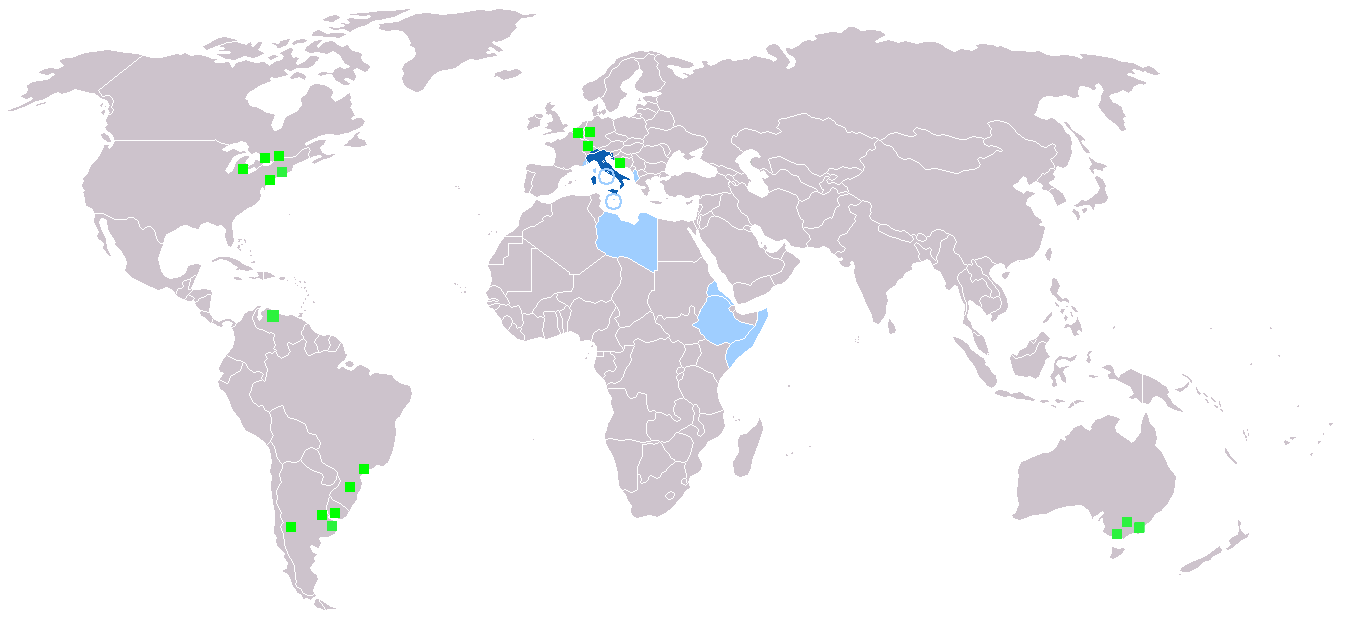
Mapa del idioma italiano alrededor del mundo.

La italofonía es el conjunto de países que tienen como lengua oficial el italiano o con significativa presencia de italoparlantes.

## Características
Existen seis países italófonos, en los cuales el italiano es lengua oficial (en Italia y San Marino, el italiano es la única lengua oficial):
- Italia
- Suiza  (Cantón del Tesino y Grisones italiano)
- San Marino
- Ciudad del Vaticano
- Croacia en Istria
- Eslovenia en Izola, Piran, Ankaran y Koper

A su vez el italiano es oficial en órdenes y organizaciones como:
- Unión Europea
- Orden de Malta

También hay otros países y algunas regiones en donde el italiano no es oficial, pero es usado como lengua materna debido a los vínculos históricos que tuvieron con Italia, como las naciones con grandes comunidades de emigrantes italianos y las excolonias del Reino de Italia. Por ejemplo:
Emigraciones italianas:
- Alemania
- Argentina
- Australia
- Bélgica
- Brasil (en Santa Teresa y Vila Velha)
- Canadá
- Colombia
- Costa Rica
- Estados Unidos
- Francia
- México
- Mónaco
- Perú
- Uruguay
- Venezuela

En las excolonias italianas (donde no es oficial):
- Libia
- Etiopía
- Somalia
- Eritrea
- Tientsin (actualmente es territorio de China)

## Áreas de mayor y mínima influencia italófona en el mundo
| Continente/Región | País/Territorio                                                            | Idiomas | Grupos étnicos | Religión                                | Imagen | Referencias                           |  |
| ----------------- | -------------------------------------------------------------------------- | --- | --- | --------------------------------------- | ------ | ------------------------------------- |  |
| Europa            | Italia (Italia continental, Italia peninsular e Italia insular)            | Italiano (oficial) y doce minorías lingüísticas históricas (cooficiales en los respectivos territorios). | Italianos (pueblos itálicos) 98,5 %. Minorías etnolingüísticas (tiroleses, judíos, gitanos, etc) 1,5 %. | Católica, protestante, ortodoxa, judía. |        |                                       |  |
| Europa            | Ciudad del Vaticano                                                        | Italiano y latín (oficiales). | Italianos y funcionarios de otras partes del mundo. | Católica.                               |        |                                       |  |
| Europa            | San Marino                                                                 | Italiano (oficial). | Italianos. | Católica.                               |        |                                       |  |
| Europa            | Suiza                                                                      | Alemán (oficial) 65,6 %, francés (oficial) 22,8 %, italiano (oficial) 8,4 % y romanche (oficial) 0,5 %. | Alemanes, franceses, italianos y romanches. | Protestante, católica.                  |        | [ 3 ]                                 |  |
| Europa            | Eslovenia                                                                  | Esloveno, italiano y húngaro (oficiales). | Eslovenos, italianos, húngaros, alemanes y gitanos. | Católica, ortodoxa, judía.              |        |                                       |  |
| Europa            | Istria · Condado de Croacia                                                | Croata (oficial). Italiano (oficial). | Croatas e italianos. | Católica, ortodoxa, judía.              |        |                                       |  |
| Europa            | Orden de Malta                                                             | Italiano (oficial). | Italianos. | Católica.                               |        |                                       |  |
| Europa            | Mónaco                                                                     | Francés (oficial) y monegasco. Italiano (6554 hablantes). | Franceses e italianos. | Católica.                               |        |                                       |  |
| Europa            | Malta                                                                      | Maltés e inglés (oficiales). Italiano. | Malteses, británicos e italianos. | Católica, anglicana, islámica, judía.   |        |                                       |  |
| Europa            | Gibraltar · (Territorio de ultramar del Reino Unido, reclamado por España) | Inglés (oficial). Español, llanito, italiano, portugués, maltés y árabe. | Británicos, españoles andaluces, italianos genoveses, malteses, portugueses, árabes y judíos originarios del norte de África. | Católica, anglicana, islámica, judía.   |        |                                       |  |
| África            | Eritrea                                                                    | Tigriña y árabe (oficiales). Italiano. | Negros y minoría mulatos (mestizos - africanos, italianos y árabes). | Cristianas, islámica, animismo.         |        |                                       |  |
| África            | Etiopía                                                                    | Amárico (oficial). Dialectos sudaneses, tigré, tigriño, somalí, italiano, inglés y árabe. | Negros, árabes, judíos y minoría mulatos (mestizos - africanos, italianos y árabes). | Copto, islámica, animismo, cristianas.  |        |                                       |  |
| África            | Somalia                                                                    | Somalí y árabe (oficiales). Italiano. | Negros y minoría mulatos (mestizos - africanos, italianos y árabes). | Islámica, animismo, cristianas.         |        |                                       |  |
| África            | Libia                                                                      | Árabe (oficial). Italiano. | Árabes y bereberes. | Islámica, judía, cristianas.            |        |                                       |  |
| América           | Argentina                                                                  | Español (oficial). Italiano (1.500 000 hablantes), inglés portugués, alemán, francés, árabe, quechua y aimara (cooficiales en la Provincia de Jujuy), guaraní (cooficial en la Provincia de Corrientes), mapuche (en la Patagonia) y entre otros. | Euro-descendientes (principalmente de ascendencia española e italiana) 85 %, mestizos, amerindios (de origen quechua, guaraní y mapuche principalmente) y otros grupos de inmigrantes extranjeros (30%) estimativamente. Los argentinos descendientes de italianos son unos 28 millones (aproximadamente el 66 % del total de la población del país).                                           | Católica, protestante, judía.           |        | [ 5 ]                                 |  |
| América           | Brasil                                                                     | Portugués (oficial). Alemán, italiano (274 766 hablantes, principalmente en las ciudades de Santa Teresa y Vila Velha), español y lenguas aborigenas. Hay casi 35 millones de italo-brasileños.                                                   | Blancos 43,1 % (principalmente de ascendencia portuguesa, alemana, italiana y española), pardos 7,6 %, negros 2,1%, asiáticos 2,1 % (principalmente chinos, japoneses y coreanos) y amerindios 0,3 % | Católica, protestante.                  |        |                                       |  |
| América           | Canadá                                                                     | Inglés 57,2 % y francés 21,8 % (Oficiales). Otras lenguas no oficiales 19,7 %: español, portugués, chino, vietnamita, italiano (455 040 hablantes), alemán, punjabi, cree, inuktitut, ojibwa e inuktitut.                                         | Blancos 90 % (principalmente de ascendencia británica y francesa), mestizos, afroamericanos, amerindios y asiáticos. Los italocanadienses son unos 740 000 individuos. | Protestante, católica.                  |        |                                       |  |
| América           | Costa Rica                                                                 | Español (oficial). Otras lenguas no oficiales: inglés, mekatelyu, chino, italiano (cerca de 10 000 hablantes), alemán, francés, lenguas aborígenes, portugués.                                                                                    | Euro-descendientes 83 % (principalmente de ascendencia española, italiana, alemana y estadounidense), afrocostarricenses, amerindios y sino-costarricenses. Los costarricenses caucásicos rondan en 3 597 847 personas, de ese total los italocostarricenses son uno de los principales grupos de ascendencia europea y, junto con los españoles, conforman a cerca de un 70 % de la población. | Católica.                               |        | [ 6 ] [ 7 ] [ 8 ] [ 9 ] [ 10 ] [ 11 ] |  |
| América           | Estados Unidos                                                             | Inglés. Los italoaestadounidenses son el sexto grupo étnico (6 % del total) con casi 20 millones de individuos. Los italófonos son 750 000. | Blancos, incluyendo "hispanos" (88 %), negros (9 %), chinos (2 %), amerindios (1 %). | Protestante, católica, judía.           |        |                                       |  |
| América           | Uruguay                                                                    | Español (oficial). Portugués, italiano y francés. (113 000 ciudadanos italianos, 83 646 hablantes). | Euro-descendientes 90 %, (principalmente de ascendencia española e italiana), mestizos 8 % y afroamericanos 4 % . | Católica, protestante.                  |        | [ 12 ]                                |  |
| América           | Venezuela                                                                  | Español (oficial). Inglés, italiano (200 000 hablantes), portugués, árabe, chino mandarín, lenguas indígenas, entre otros. | Mestizos (51,6 %), blancos (43,3 %), negros (3,6 %), amerindios (2,7 %) | Católica.                               |        | [ 13 ]                                |  |
| América           | México                                                                     | Español, náhuatl, maya, otomí, mixteca, purépecha, zapoteco y otras 61 lenguas indígenas y también se hablan lenguas extranjeras como Inglés, chino, japonés, vietnamita, árabe, coreano, portugués, alemán, francés, italiano (850 000).         | Mestizos europeo-amerindio 70 %, blancos (principalmente de ascendencia portuguesa, italiana, española, alemana y francesa), 16 %, amerindios 13 %, negros (principalmente afroamericanos y mulatos) 1 %. | Católica, protestante.                  |        |                                       |  |
| Asia              | Tientsin (Territorio de la República Popular China)                        | Chino (oficial). Italiano, inglés, húngaro y francés. | Chinos cantoneses y mandarines e inmigrantes europeos. | Confucionista, budista.                 |        |                                       |  |